# Kongres Nowej Prawicy
Het Congres van Nieuw Rechts (Pools: Kongres Nowej Prawicy, KNP) of kortweg Nieuw Rechts (Pools: Nowa Prawica) is een Poolse conservatief-liberale en eurosceptische politieke partij. De partij won in 2014 vier zetels in het Europees Parlement.

## Geschiedenis

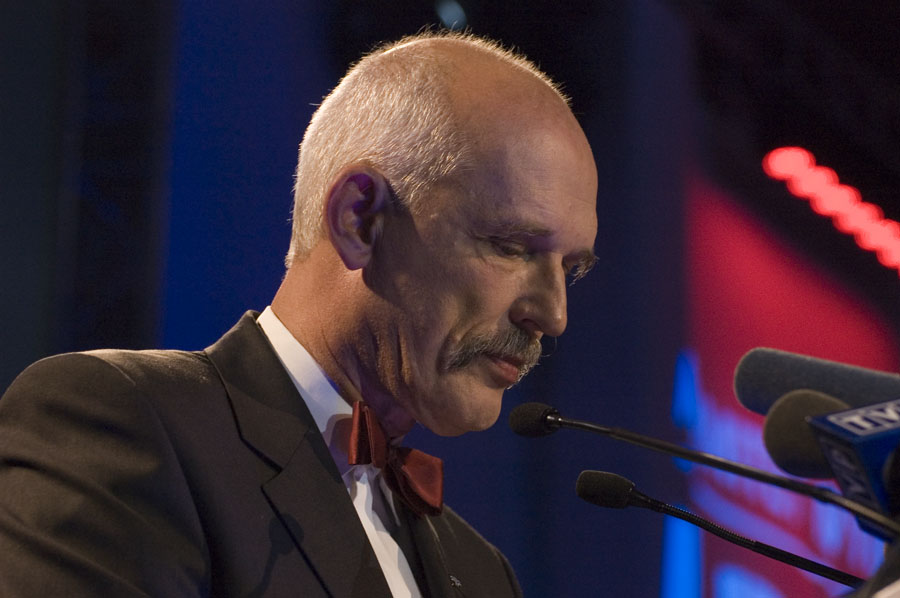
Oud-partijleider Janusz Korwin-Mikke

De partij werd opgericht op 25 maart 2011 door de fusiepartij die op 9 oktober 2010 ontstond uit de partijen Unie voor Reële Politiek (Unia Polityki Realnej, UPR) en Vrijheid en Wettelijkheid (Wolność i Praworządność, WiP). WiP werd daarbij opgeheven. Leider van de nieuwe partij werd Janusz Korwin-Mikke, die eerder leider was geweest van zowel UPR als WiP en bij de presidentsverkiezingen van 2010 416.898 stemmen had gekregen (2,48%). Bij de parlementsverkiezingen van 2011 deed het Congres van Nieuw Rechts mee in 21 van de 41 kiesdistricten, omdat de kiescommissie deelname aan de overige districten afkeurde aangezien lijsten met steunbetuigingen niet op tijd zouden zijn ingeleverd. De partij kreeg 151.837 stemmen (1,06%). Bij de Europese Parlementsverkiezingen in 2014 kreeg de partij 505.586 stemmen (7,15%) en won vier zetels. Van deze vier Europarlementariërs zijn er twee in 2015 overgestapt naar de nieuwe partij KORWiN, opgericht door Korwin-Mikke nadat deze niet was herkozen als partijvoorzitter.

## Standpunten
Economisch staat de partij voor volledig kapitalisme en dus voor vergaande privatisering en belastingverlagingen, in het bijzonder het vervangen van de inkomstenbelasting door een hoofdelijke belasting van 200 złoty per maand voor alle burgers van 18 tot 68 jaar, met uitzondering van huisvrouwen. Ook wil de partij verlaging van de btw (tot het door de EU gestelde minimum van 15%).
De partij is tegenstander van de invoering van de euro en wil ook dat Polen zich op termijn terugtrekt uit de Europese Unie. Op andere gebieden vertoont het KNP een mengeling van libertarisme en conservatisme: het KNP wil herinvoering van de doodstraf voor moordenaars; wil de handel in en het bezit van wapens en drugs vrijgeven; de receptplicht voor medicijnen afschaffen. Tegelijk is de partij tegenstander van het homohuwelijk.
De partij vindt dat euthanasie en abortus geen zaken zijn waar de overheid zich mee moet bemoeien.

## Vertegenwoordigers
Voormalige KNP-vertegenwoordigers in het Europees Parlement:
- Robert Iwaszkiewicz
- Janusz Korwin-Mikke
- Michał Marusik
- Stanisław Żółtek